# Cándida (Milazzo)
Santa Cándida es una mártir venerada en el Santuario de San Francisco de Paula de Milazzo, en Mesina (Sicilia, Italia).

## Historia

### Reliquias
Los restos de Santa Cándida, cuya vida resulta completamente desconocida al tratarse de un corposanto (denominación que reciben los cuerpos de mártires desconocidos de la antigua Roma procedentes de las catacumbas), fueron descubiertos en el cementerio de Santa Ciriaca tal y como consta en la authenticae, documento que certifica la autenticidad de este tipo de reliquias, aportando, entre otros, información relativa a su lugar de extracción:

Fr. Xaverius Cristiani
Ord. Eremit. S. Augustini
Dei, et apostolicae Sedis gratia
Episcopus Porphyrien.
Sacrarii  apostolici  praefectus
Praelatus domesticus, et pontificio solio assistens.

Universis, et singulis praesentes literas nostras visuris fidem indubiam facimus, quod Nos ad majorem Omnipotentis Dei gloriam, Sanctorumque  quorum  venerationem, ex sacris Reliquiis de mandato SSmi D.N.PP. è Coemeterio Cyriaca  extractis, & a Sacra Congregatione Indulgentiarum, sacrarumque Reliquiarum recognitis, &  approbatis dono dedimus  Sacrum  Corpus S. Candidae mart. cum vase sanguinis nobilibus vestibus rubri coloris indutum collocat in urna lignea marmoreo colore depicta ab anteriori parte cryst. munit. a posteriori vero victa rubro firmat. bene clausa, nostroque parvo Sigillo obsignata & omnibus ad quos spectat, ut praedicta Sacra Reliquia apud se retinere, aliis donare, & in quacumque Ecclesia, Oratorio, seu Capella publicae venerationi exponere valeant  facultatem in Domino concessimus, absque tamen Officio, & Missa, ad formam Decreti Sac. Congregationis Rituum editi die 11.  Augusti 1691. In quorum fidem Has praesentes literas manu nostra subscriptas, nostroque Sigillo firmatas per infrascriptum nostrum Secretarium expediri jussimus.
Datum Romae die 19 Mesis Iuniy Anno 1784
Fr. Xaverius Cristiani
Gratis ubique omnia
Reg. lit. C
Philippus
Fr. Javier Cristiani
Orden de los Eremitas de San Agustín
Por la gracia de Dios y de la Sede Apostólica
Obispo de Porfirio
Prefecto de la Sacristía Apostólica,
Prelado doméstico, y asistente al Solio Pontificio.

Aseguramos a todos aquellos que lean esta carta nuestra, que Nosotros para mayor gloria de Dios Todopoderoso y para veneración de sus Santos, de las reliquias sagradas extraídas del Cementerio de Ciriaca por mandato de SS. Nuestro Señor Pontífice, y por la Sagrada Congregación de Indulgencias y Sagradas Reliquias reconocidas y aprobadas, hemos dado como regalo el Sagrado Cuerpo de Santa Cándida márt. con un vaso de sangre, vestido con nobles túnicas de color rojo, colocado en una urna de madera decorada con color marmóreo en la parte trasera equipada con cristal en la parte posterior en lugar de atada en rojo firmado bien cerrado, y marcado por nuestro pequeño Sello y a todos aquellos que sean responsables de conservar consigo la mencionada Reliquia Sagrada o donarla a otros, y en cualquier Iglesia, Oratorio o Capilla hacer uso de la Facultad que les hemos concedido en el Señor para exponer a la veneración pública, pero sin el Oficio, y la Misa, de acuerdo con el Decreto de la Sagrada Congregación de Ritos publicado el 11 de agosto de 1691. En fe de lo cual hemos ordenado que la presente carta, firmada de nuestra propia mano, y firmada con nuestro Sello, sea enviada a través del suscrito nuestro Secretario.
Dado en Roma el día 19 de junio Año 1784
Fr. Francisco Cristiani
Agradecido por todas partes
Reg. lit. C
Felipe

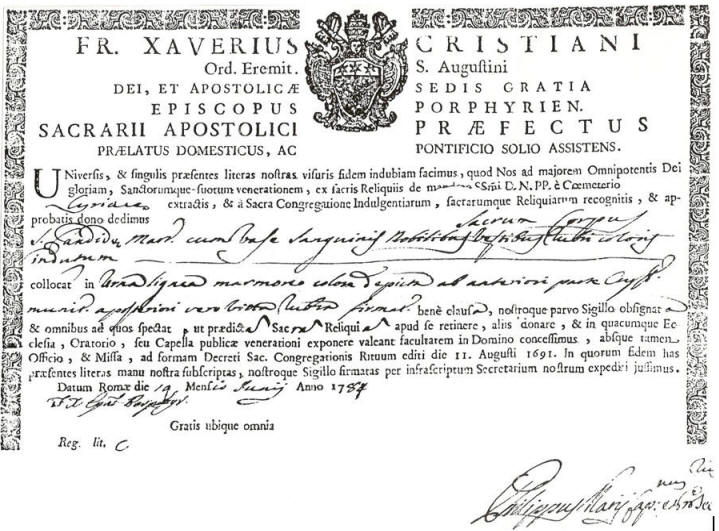
Authenticae.

De esta carta destaca el hecho de que la misma constituye un modelo preimpreso presidido en la zona superior por el escudo de Pío VI. En el encabezado, bipartito, figura Saverio Cristiani, quien fungía entonces como prefecto del Santuario Apostólico y, por tanto, tenía el cometido de certificar la procedencia y autenticidad de las reliquias, brevemente descritas en la authenticae, indicándose además los requisitos para su veneración. Pese a que en el escrito se indica que la figura se halla «vestida con túnicas de color rojo», actualmente la imagen luce ropajes de color marfil ligeramente rosado, circunstancia que solo se justifica con un cambio de vestuario posterior a la redacción del documento, tal vez motivado por un nuevo reconocimiento de las reliquias y muy probablemente después de la llegada de las mismas al santuario, si bien es posible que en principio se indicase que el cuerpo estaba cubierto con un sudario morado, algo muy habitual en el caso de los mártires, y que después se corrigiese esta afirmación tachándola ya que la frase «vestida con túnicas de color rojo» aparece cortada por una línea.
La authenticae hace referencia al Decreto de la Sagrada Congregación de Ritos publicado el 11 de agosto de 1691 señalando que la mártir puede ser venerada pero sin oficio ni misa; esto implica que la santa no puede ser celebrada debido a su ausencia en el martirologio, lo que ha provocado la inexistencia de un día para su festejo, problema que en otros casos se solventa honrando al mártir en cuestión el día en que se produjo la traslación de sus reliquias. Por su parte, la fecha proporcionada en el certificado constituye la primera referencia documental sobre la santa y, por consiguiente, el dato más antiguo que se posee sobre ella, siendo a su vez su procedencia del cementerio de Santa Ciriaca la única información fidedigna con la que se cuenta además del vaso con la sangre, prueba inequívoca del martirio.

### Confusión
De acuerdo con una antigua tradición en Milazzo, los restos venerados en el Santuario de San Francisco de Paula se corresponderían con los de la beata Cándida, monja ligada al eremita napolitano; esta errada creencia, surgida en la década de 1960, fue desmentida durante una conferencia celebrada el 26 de octubre de 2012 por el profesor Salvatore Italiano y el doctor Antonio Di Janni, quienes declararon que el cuerpo conservado en el templo mesinense no pertenecía a la religiosa sino a una mártir de las catacumbas, si bien ya Damiano Grenci había expuesto este hecho el 15 de mayo del mismo año, fundamentando para ello su tesis en la authenticae, fechada a finales del siglo xviii pero no hecha pública hasta 1975 por Vincenzo Messina. Para mayor controversia, de la beata Cándida, venerada como tal pese a no haber sido beatificada por la Iglesia católica, apenas se conocen datos más allá de haber sido supuestamente una de las discípulas de San Francisco de Paula; es posible que la religiosa nunca haya existido puesto que en un libro escrito en 1927 por la Postulación General de la Orden de los Mínimos no aparece mencionada, constando únicamente las hermanas Leonti da Milazzo (Angélica, Pelagia y Biagia). Sumado a esto, se afirma erróneamente que el cuerpo conservado en el santuario fue descubierto hacia 1770 pese a que en la authenticae se indica el año 1784 (o 1787 dependiendo de la interpretación de la grafía). Esta aseveración, tal vez fabricada con el fin de afianzar la equívoca identificación de la mártir de las catacumbas con la beata, ha llevado a que numerosas fuentes cometan el error de asimilar los restos de las catacumbas con los de la discípula del eremita:

Cerca de la entrada, frente a la sacristía, se encuentra el cuerpo de la beata Cándida, honrada con culto popular.
Domenico Ryolo.: 17 

Cuerpo de la beata Cándida Leonte, virgen de Milazzo, discípula de San Francisco de Paula, que murió con fama de santidad a finales del siglo xv.
Antonio Micale.: 19 

En un antiguo ataúd artístico de madera y vidrio, el cuerpo embalsamado de la beata Cándida, virgen de Milazzo, discípula de San Francisco de Paula, que murió con fama de santidad en 1470 y cuya veneración de las sagradas reliquias fue oficializada por la Sagrada Prefectura Apostólica con un acta fechada en Roma el 14 de junio de 1784. Perteneció a la familia patricia de Leonte y el escudo nobiliario está reproducido en mármol en el suelo de la capilla.
Antonio Micale y Giovanni Petrungaro.: 104 

Protegida por un cristal, se dispone la bendita Cándida: se trata de un personaje vinculado a la estancia de la santa en Milazzo, cuyos restos habrían sido descubiertos en la transformación del templo y ofrecidos para el culto público. Los restos mortales del personaje están ocultos en el interior de un títere con visibles partes anatómicas en cera y ataviado con un vestido blanco ricamente decorado según el gusto de finales del siglo xviii, una disposición claramente anacrónica pero de gran efecto. Una lápida en el suelo de la capilla lleva el escudo de armas de los Leonti. Un antiguo crucifijo completa el altar.
Franco Chillemi.: 133 

Cuerpo encerado de una monja de la casa, contemporánea de San Francisco y conocida por él, llamada Cándida; el obispo de la época concedió el título de venerable; era una sierva piadosa del Señor. La piadosa sierva de Dios pidió a San Francisco un recuerdo, antes de regresar a Calabria; el santo, al día siguiente, se hizo pintar la cara en la puerta de la casa; la tabla, en la que el santo pintó su propio rostro, permaneció expuesta en el altar hasta que el incendio de 1908 la quemó; ampolla de la sangre de la piadosa venerable Cándida.
Felice Margarita. : 31 

Además del error de identificar a la mártir de las catacumbas con la beata, casi todos estos autores cometieron otras equivocaciones destacables. Micale atribuye a Cándida el apellido Leonte, muy similar a Leonti, apellido de las hermanas Angélica, Pelagia y Biagia; se desconoce si se trata de un simple error o si Micale pretendía hacerla pasar por una más de las hermanas, de las cuales Angélica es la única que aparece representada en el claustro del Convento de San Francisco de Paula de Grottaglie. Petrungaro, junto con Micale, le asigna también el apellido Leonte además de afirmar ambos que se trata de un cuerpo embalsamado cuando en realidad las reliquias consisten en una estatua de cera en cuyo interior se guardan los restos de la santa. Por su parte, Chillemi comete el mismo error con el apellido, si bien describe de forma acertada el estado del cuerpo de la mártir, mientras que Margarita evita hacer mención al apellido de la santa pese a errar en su identificación. Teniendo en cuenta que las fuentes que atestiguan la existencia de la beata Cándida datan en su totalidad del siglo xx y que todas se fundamentan en el cuerpo extraído de las catacumbas, sumado a la nula referencia a la religiosa por parte de la Orden de los Mínimos, lo más probable es que la beata nunca existiese y que su culto surgiese con las reliquias de la mártir, quien nada tiene que ver con la supuesta discípula de San Francisco de Paula más allá del nombre, circunstancia que provocó la confusión al unir estas dos figuras bajo una misma identidad. En lo que respecta al apellido falsamente atribuido a la beata, este error se debe a que en la capilla donde reposan sus restos se encuentran el escudo y varias sepulturas de la familia Leonti; esta asignación carece de sentido puesto que la urna que alberga a la mártir estuvo emplazada en varias zonas distintas del templo y, por lo tanto, próxima a los escudos de otras familias cuyo apellido no fue sin embargo ligado a la santa, asignándosele Leonti tal vez por el hecho de llevar muchos años cerca de las tumbas de esta familia (hay constancia de que el cuerpo se encontraba ya en la capilla a mediados del siglo xx, época en que se originó la confusión).
Con el fin de dar una explicación al por qué la monja nunca fue beatificada y, por ende, tampoco canonizada, surgieron con el paso del tiempo diversas leyendas destinadas a dilucidar esta cuestión, todas ellas originadas a raíz de la conmoción y el descontento de los habitantes por la no canonización de la monja, hacia quien sentían una profunda devoción. Según la tradición vinculada a la hagiografía de San Francisco de Paula, la venerada como beata solo podría convertirse en santa cuando el cadáver custodiado en el santuario, falsamente considerado como su cuerpo, estirase la pierna derecha, la cual se halla flexionada y casi cruzada sobre la izquierda. Por su parte, otro relato indicaba que para alcanzar la santidad tendría que morir el último descendiente de la religiosa, lo cual daba a entender que sus parientes aún vivían (una variante afirmaba que el sentimiento de orgullo de estos familiares habría supuesto la comisión de uno de los siete pecados capitales, lo que a ojos de los devotos justificaba la demora en la canonización). Finalmente, otra leyenda sostenía que el cuerpo obraría un milagro al elevarse y levitar sobre el colchón en el que reposa, lo que dio lugar a la invención de una historia que afirmaba la necesidad de rellenar continuamente el colchón con el fin de aumentar su volumen y evitar que los fieles pudiesen ver el prodigio.

## Descripción

### Reliquias
Las reliquias, reducidas a un esqueleto y fechadas probablemente en la primera mitad del siglo iv, se encuentran resguardadas en una estatua yacente elaborada en cera; esta figura representa a una joven de rasgos delicados, escasa esbeltez y baja estatura, hallándose acostada sobre un colchón en la usual pose de dormitio. La imagen luce una lujosa túnica confeccionada en seda de damasco en tono marfil con un leve tinte rosa. La prenda se halla profusamente ornamentada con motivos fitomórficos de metal en rojo y piedras semipreciosas y de vidrio soplado de color verde, destacando igualmente perlas naturales y doradas junto con encaje, pasamanería, corales y cenefas en color oro. Sobresale en el corpiño, semioculto por un cordón dorado entrelazado como si de una corona se tratase, un crismón elaborado en metal dorado.
En lo tocante a la figura, el rostro consiste en una máscara la cual, a diferencia del resto de la estatua, está hecha de plástico y policromada para dotar a la imagen de uniformidad, llegando la misma hasta la parte superior del busto, si bien la máscara original, hoy perdida, era de cera y reproducía sus rasgos. La presencia de algunas grietas en la máscara permite ver el cráneo, emergiendo de una fisura en la frente un lazo de algodón. La cabeza se encuentra circundada por una tiara floral y tocada con un velo en azul celeste salpicado de estrellas plateadas de seis puntas y decorado con una cenefa plagada de motivos también plateados, cubriendo esta prenda la totalidad del lado derecho de la estatua y sobresaliendo ligeramente por debajo del lado opuesto. Dos cojines en color rosa palo con ribete y borlas en dorado sirven de almohada, siendo el colchón idéntico en material, color y ornamentos. La elaborada decoración de las prendas no permite apreciar el cuerpo en sí, aunque parece ser que el esqueleto se halla guardado siguiendo un orden anatómico además de encontrarse en un óptimo estado de conservación. Este detalle radica en el buen estado en el que se encuentran los huesos de los pies, resguardados en unas típicas sandalias romanas y protegidos por una tela blanca. El brazo derecho, extendido por encima del torso, sostiene en la mano, cubierta por un guante de malla plateado, una palma achaparrada, tal vez tallada en madera. Por su parte, el brazo izquierdo reposa al lado del cuerpo portando un anillo con una perla en el dedo anular. Se cree que en el antebrazo derecho se custodian, bajo los tegumentos, varios de los huesos más importantes del cuerpo, hallándose la pierna derecha ligeramente flexionada y en parte superpuesta a la izquierda, la cual se muestra relajada y exhibe a la altura de la rodilla, sobre una base circular dorada, decorada a su vez con un brazalete de perlas, un frasco de color rojo coronado por un crismón y adornado con una placa metálica con el lema VAS SANGUINIS.
Este recipiente se compone de diversos materiales. La base, la tapa y las asas están realizadas probablemente en madera y unidas con pegamento y estuco al frasco, tal vez elaborado en terracota. El borde de la tapa no resulta distinguible del resto de la pieza, por lo que podría forma una solo cuerpo con el resto del recipiente. En lo que atañe a la base del frasco, este se halla unido por una corona de cuentas de oro con un trozo de cera a modo de sellado, descansando sobre una base de planta cuadrada con una piedra semipreciosa en cada esquina engastada en metal. La sección superior del recipiente cuenta como ornamento con un tejido muy deteriorado decorado con apliques metálicos en el cuello del frasco, rodeado por un alambre también metálico el cual desciende hasta la base con el fin reforzar la pieza, que en su conjunto parece constituir una reminiscencia de los clásicos jarrones de terracota de la primitiva era cristiana adaptados al gusto neoclásico mediante el añadido de ornamentos para embellecerlo.
Por su parte, la figura yacente que protege los huesos fue elaborada en Roma, lugar donde existían talleres especializados en este tipo de imágenes. Todos los corposantos eran originalmente propiedad del Vaticano, siendo costumbre que los pontífices los vendiesen a personas acaudaladas o los regalasen con el fin de saldar alguna deuda; el nuevo propietario de la reliquia, consistente en un esqueleto entero o parcial, solía acudir a uno de los talleres de arte sacro de la ciudad con el fin de embellecer el cadáver mediante su introducción en una escultura yacente puesto que la visión descarnada de los huesos podía resultar desagradable además de no invitar a la devoción. La práctica de ocultar los huesos en estatuas y de mejorar el aspecto de los cadáveres con coberturas céreas ha llevado a creer equivocadamente que estos cuerpos se hallan incorruptos o momificados, destacando en este aspecto ciertos corposantos así como varios cadáveres de santos y beatos conocidos, tanto los que están cubiertos de cera como los preservados con otros materiales: San Florencio en Orizaba (México), Santa Inocencia en Guadalajara (México), San Aprio en Roma (Italia), San Silvano en Dubrovnik (Croacia), San Pascual Baylón en Villarreal (España), Santa María Goretti en Nettuno (Italia) y, más recientemente, el beato Carlo Acutis en Asís (Italia). Así mismo, se conservan varias figuras yacentes de similar hechura a la imagen de Santa Cándida, como Santa Columba (Catedral de Bari), Santa Clementina (Iglesia de Santa María de la Estrella de Castelguidone), Santa Columba (Iglesia de San Francisco de Naro), Santa Cristina (Iglesia de Santa Cristina de Osma) y Santa Faustina (Basílica colegiata de Nuestra Señora de Guanajuato).

### Urna
La urna que contiene las reliquias consiste en un mueble realizado en madera y con forma de caja, contando con un panel de cristal en el frente. La planta es regular con la parte inferior levemente más pequeña que la superior puesto que los paneles laterales poseen forma diagonal, configurándose la urna como un trapecio invertido. El cierre se encuentra en la parte posterior, en un panel de madera el cual se desliza desde la zona superior, entre dos guías situadas en los extremos de los lados de menor longitud. En la parte alta, en el borde donde se halla el cierre, destacan tres sellos intactos, uno en el centro y los otros en los extremos, cada uno con uno escudo eclesial ilegible. En lo tocante al frontal, este posee ornamentación a base de marmoleados posteriormente cubiertos con pintura marrón, conservándose de la policromía original únicamente el dorado de los marcos. Por su parte, el panel interior de la urna exhibe una decoración pictórica compuesta de un fondo rojo cubierto de estrellas plateadas de ocho puntas.